# СКА (Львів)
Це стаття про футбольний клуб. Про спортивний клуб є стаття Навчально-спортивна база літніх видів спорту Міністерства оборони України (Львів)
СКА «Львів» — колишній радянський армійський футбольний клуб зі Львова. Створений 1949 року. Головна команда Львова до створення «Карпат». Розформований 1989 року.

## Досягнення

### Чемпіонат УРСР
- 1965 — чемпіон;
- 1979, 1980 — бронзовий призер.

### Кубок УРСР
- 1966, 1968 — володар кубка;
- 1951, 1952, 1965 — фіналіст кубка.

СРСР
- Перша ліга
  - У 1982—1989 як СКА «Карпати» виступав у першій лізі СРСР.

1984, 1985 — бронзовий призер.

## Назва
- 1945—1948 —БЧА (Будинок Червоної Армії)
- 1949—1956 — ОБО (Окружний будинок офіцерів)
- 1957 — ОСК (Окружний спортивний клуб)
- 1957—1959 — СКВО (Спортивний клуб військового округу)
- 1960—1981 — СКА (Спортивний клуб армії) і ЛВВПУ (СКА-2)
- 1982—1989 — СКА «Карпати»

## Історія

### Створення і перші роки (1945—1953)
Першою назвою була БЧА— Будинок Червоної Армії А 1949 р. назва була змінена на ОБО — Окружний будинок офіцерів. У 1949 році клуб взяв участь у чемпіонаті СРСР серед команд другої групи. Армійці виступали в українській зоні, де стали другою львівською командою — поряд з досвідченішим «Спартаком». Якщо «Спартак» (Львів) боровся за найвищі місця і став другим, то ОБО фінішував на передостанньому, 17-му місці. Офіцери пропустили найбільше голів серед усіх команд української зони — 90 (у 34 матчах). А «Спартак» (Львів) змагався у фінальному турнірі за вихід до найвищої ліги, але не добився успіху.
Наступного, 1950 року через бюрократичну тяганину керівництво львівською командою «Спартак» передали товариству «Динамо», але «Динамо» не організувало відповідну підготовку команди і колектив розпустили.
Таким робом ОБО став єдиним представником Львова на футбольній арені на понад десятиліття — до створення «Карпат» у 1963 році.
У 1950 року радянський футбол чекали нові зміни — другу групу ліквідували, а в новому форматі першості СРСР місця для львівських офіцерів не знайшлося. ОБО виступав у любительському чемпіонаті УРСР серед колективів фізкультури. У своїй зоні, де зібралися команди переважно Заходу України, армійці фінішували другими. Першим став «Спартак» (Ужгород) — команда не тільки виграла чемпіонат УРСР того року, а й здобула Кубок республіки.
Наступного року Львів представляли аж 4 колективи: ОБО, «Харчовик» (колектив Львівської тютюнової фабрики), «Іскра» та «Динамо». ОБО виграв змагання у своїй зоні і в кінці року грав у фінальному турнірі за участю переможців решти 5 зон. Львівська команда стала віце-чемпіоном, переміг ОБО (Київ).
В сезоні 1952 ОБО посів тільки третє місце у 4 зоні першості УРСР. Крім армійців Львівщину репрезентував «Харчовик» (Винники), котрий став передостаннім у тій же зоні.

### Період стабілізації (1954—1957)
У 1954 році, після чергової реорганізації структури чемпіонатів Радянського Союзу, Львів знов отримав представника серед команд майстрів. Повернення вийшло непоганим — 7 місце серед 12 клубів. Головним тренером був заслужений майстер спорту Олексій Гринін (колишній гравець ЦБЧА і збірної СРСР), а серед футболістів відомими у майбутньому стали Йожеф Беца, Мирослав Думанський і Ернест Кеслер. У 1955 році ОБО теж фінішувало сьомим, але вже поміж 16 команд.
У 1956 у складі ОБО з'явився оборонець Василь Турянчик — майбутній багаторічний капітан «Динамо» (Київ). Саме завдяки надійній обороні львів'яни піднялися на 5 місце (усього 18 команд), пропустивши тільки 24 м'ячі у 34 іграх — найкращий результат зони. 1957 рік показав наскільки високим є потенціал команди. ОБО посів 2 місце у своїй зоні класу «Б» і запам'ятався іграми у Кубку СРСР. Перемоги над «Харчовиком» (Одеса) і «Колгоспником» (Полтава) вивели армійців до 1/8 фіналу, де суперником мав бути славнозвісний московський «Спартак» — чемпіон Радянського Союзу 1956 року. 6 червня 1957 року на поле стадіону ПрикВО вийшли ОБО (Львів) та вищоліговий «Спартак» (Москва), у стартовому складі якого було 9 збірників-чемпіонів Олімпіади 1956. Ажіотаж навколо гри виявися настільки великим, що глядачі не тільки вщент заполонили трибуни, а й розмістились на дахах навколишніх будинків та прямо на бігових доріжках вздовж усього поля. Львів'яни відкрили рахунок на 32-й хв. (Курчавенков), але у 2-му таймі москвичі вирвали перемогу завдяки голам Анатолія Ільїна та Микити Симоняна — 1:2.

### 1958— боротьба за вищу лігу
Перед сезоном 1958 команда змінила назву на СКВО (Спортивний клуб військового округу) і поповнилась, зокрема, форвардом Олегом Копаєвим. Того року клуб вперше в історії виграв першість своєї зони. Вже з перших матчів львів'яни були серед лідерів і змагалися за 1 місце зі «Спартаком» (Мінськ). У підсумку СКВО набрав 43 очки, а білоруси — 41. Чемпіонство у зоні дозволило армійцям грати у змаганнях за вихід до найвищої ліги СРСР. Але серйозного рівня гри львів'яни у турнірі, що проходив у Тбілісі в листопаді 1958 р., не показали. Керівництво відправило до Грузії лише 12 футболістів (не було навіть запасного воротаря), тому після травми голкіпера Юрія Сусли вже у першій грі місце у воротях зайняв оборонець Віталій Морозов. Львівський СКВО завершив турнір на передостанньому, 5-му місці, а перепустку до вищої ліги здобув СКВО (Ростов-на-Дону) — один з провідних армійських клубів Союзу. До Ростова і перевели відразу по закінченні сезону Шишаєва і Олега Копаєва (майбутнього гравця збірної СРСР, який став одним з найкращих бомбардирів в історії радянського футболу). 1959 рік львівська команда завершила на 6 місці у 4 зоні класу «Б».
З 1960 року команда стала називатися СКА (Спортивний клуб армії) і повторила торішнє досягнення — 6 місце. Той рік ознаменувався появою у класі «Б» ще одного представника Львівщини — «Нафтовика» (Дрогобич), який посів 14 місце поміж 17 команд 1 зони і тим, що до списку 33 найкращих українських футболістів класу «Б» потрапили нападники СКА Олександр Філяєв та Віктор Іванюк. У першості 1961 львів'яни фінішували 4-ми, а дрогобичани — 17-ми (передостаннє місце). Новим наставником став Сергій Шапошников, з чиїм іменем і будуть пов'язані всі успіхи армійського клубу у середині 1960-х. Цікавий поєдинок відбувся наприкінці 1961-го — у товариській міжнародній грі СКА (Львів) переміг шведський клуб «Гаммарбю» — 1:0.
1962 року у СКА прийшов 21-річний нападник Анатолій Пузач, який за підсумками сезону увійшов до списку 33 найкращих футболістів класу «Б». Він на кілька років дуже підсилив напад львів'ян і у 1965-му перейшов до «Динамо» (Київ). У 1 зоні СКА (Львів) був четвертим.

### Чвертьфінал Кубка СРСР
Чергова реорганізація радянського футболу у 1963 році була покликана зменшити різкий перехід з класу «Б» відразу у найвищу лігу — клас «А», тобто створити другу підгрупу класу «А». Потім цей турнір отримає назву перша ліга. У новоствореній лізі було місце для команди зі Львова, яке зайняли щойно-створені «Карпати». СКА продовжував виступати у нижчій лізі — класі «Б» і боротися за вихід у другу групу класу «А». У 1963 та 1964 роках армійці ставали віце-чемпіонами своєї зони, а в 1964 році добилися найвищого в історії успіху в Кубку СРСР — чвертьфіналу. Серед переможених ними команд були: «Спартак» (Могильов) — 2:1, «Верховина» (Ужгород) — 4:2, «Авангард» (Тернопіль) — 4:1, «Десна» (Чернігів) — 3:0, Трактор (Волгоград) — 2:0, «Дніпро» (Дніпропетровськ) — 6:2, «Волга» (Горький) — 3:1, СКА (Ростов) — 1:0. Усі ці поєдинки (крім ігор з «Десною» та армійцями Ростова) львів'яни провели на власному полі. Лише в ¼ фіналу клуб зі Львова поступився — у Куйбишеві програв «Крилам Рад» 0:1. У складі команди в чвертьфінальному матчі грали Борис Малямін, Микола Чепурський, Петро Данильчук, Іван Вагнер, Арпад Шандор, Володимир Капличний, Ярослав Дмитрасевич, Віктор Баталін, Томаш Пфайфер, Степан Варга, Іштван Секеч, Анатолій Пузач, Олександр Тимофеєв. За вихід до півфіналу усі футболісти отримали б звання майстрів спорту СРСР, але і таке просування було оцінене — головний тренер СКА Сергій Шапошников став заслуженим тренером УРСР. Серед дебютантів виділявся центральний захисник Володимир Капличний, який у 1966 році перейшов до ЦСКА (Москва) і згодом у складі команди СРСР став віце-чемпіоном Європи 1972 року.

### Перемога у класі «Б»
1965 рік видався чемпіонським — СКА (Львів) виграв першість УРСР у класі «Б». Упевнено (з 6-очковою перевагою) вони випередили у своїй зоні другу команду — «Авангард» (Тернопіль), а потім виграли фінальний турнір. Армійцям не було рівних у атаці — 98 голів у 40 поєдинках. Дуже надійно зіграла оборона — 29 м'ячів.
| Сезон | Чемпіони Української РСР |
|       | |
| 1965  | Борис Малямін, Василь Качорець; Тарас Шулятицький, Петро Данильчук, Володимир Капличний, Віктор Сучков, Андрій Карімов, Ярослав Дмитрасевич, Арпад Шандор, Імре Лендєл, Степан Варга, Богдан Грещак, Леонардас Жулаускас, Володимир Колодій, Томаш Пфайфер. |

Таким чином СКА мало виходити до другої групи класу «А», якби не пункт тодішнього Положення про чемпіонат СРСР, згідно з яким дві команди з одного міста не можуть одночасно грати у другій групі класу «А». Тому в кінці 1965 року довелось проводити плей-оф між «Карпатами» та СКА (Львів). Армійці всуху розібралися з «Карпатами» — 2:0 і 3:0. Ці ігри увійшли до історії як перші зустрічі між цими двома командами. Після такого вдалого сезону наставник СКА Сергій Шапошников отримав підвищення і перейшов на тренерську роботу до ЦСКА (Москва). Цивільні «Карпати» вже могли готуватися до змагань у класі Б, але керівники радянського футболу перед сезоном 1964 розширили другу групу класу «А» і зелено-білим теж знайшлося там місце.
Чемпіонат 1966 року став першим, коли СКА (Львів) та «Карпати» виступали в одній лізі. Клуби обмінялися мінімальними перемогами один над одним — по 1:0, але клас військової команди виявися набагато вищим — 3-є місце («Карпати» фінішували на 14 позиції). Наступного року СКА також став третім. У команді з'явився нападник Едуард Козинкевич, який потім, змінивши кілька клубів, буде грати у «Карпатах» та стане срібним призером чемпіонату Європи 1972.
1968 року СКА завершив сезон на 7 місці, а «Карпати» значно покращили свою гру й перемогли у 1 підгрупі другої підгрупи класу «А». Почався занепад армійського футболу у Львові. У той час, коли 1969 року «Карпати» виграли Кубок СРСР і посіли 6-е місце у своїй підгрупі другої групи класу «А», армійці стали тільки 13-ми.
Найбільше матчів у другій групі класу «А» (1966—1969):
- Богдан Цап — 139.
- Володимир Пінковський — 111.
- Володимир Колодій — 109.
- Мар'ян Гуминилович — 104.
- Арпад Шандор — 91.
- Андрій Карімов — 83.
- Борис Малямін — 81.
- Едуард Козинкевич — 78.
- Томаш Пфайфер — 74.
- Олександр Швойницький — 56.
- Володимир Щерба — 53.
- Мар'ян Плахетко — 50.
- Володимир Госперський — 49.
- Олександр Васін — 47.
- Ромуальдас Юшка — 46.
- Юрій Ковба — 42.
- Микола Теленченко — 35.
- Віктор Шмеленко — 35.
- Олександр Данилаш — 34.
- Тарас Шулятицький — 34.
- Ярослав Дмитрасевич — 32.
- Петро Данильчук — 31.
- Володимир Дударенко — 31.

Найрезультативніші гравці армійської команди у цьому турнірі:
- Володимир Колодій — 16.
- Едуард Козинкевич — 14.
- Володимир Дударенко — 13.
- Володимир Пінковський — 12.
- Леонардас Жукаускас — 10.
- Віктор Шмеленко — 10.

Наступного року цивільна команда виграє першу лігу і виходить до вищої, а СКА посіло у другій лізі 14 місце. Титульною командою міста остаточно стали «Карпати».
У сезоні 1971 військова команда посіла 23 місце поміж 26 команд, а у наступному сезоні в другій лізі від Прикарпатського військового округу виступала команда СК «Луцьк». Львівський СКА відродився лише 1973 року й протягом 1973-76 рр. виступав у чемпіонаті КФК УРСР. 1974 року СКА виграв зональний турнір в 2-й зоні і отримав право поборотися за путівку у другу лігу, однак у фінальному турнірі зайняв всього лише 4-е місце. Два наступних роки армійці посідали 2-е місце в зоні й до фіналу не потрапляли.

### Відродження
Восени 1976 р. спортивне керівництво ПрикВО вирішило перевести до Львова армійську команду СК Луцьк і, таким чином, відновило у другій лізі СКА. Інавгурацією сезону 1977 став товариський матч між СКА та вищоліговими «Карпатами» — 1:0 на користь армійців. Єдиний гол забив півзахисник Степан Юрчишин. Гравець потім виступатиме на позиції нападника, перейде у «Карпати», у складі яких встановить рекорд першої ліги всіх часів — 42 голи за сезон. Армійці у 1977 р. посіли 10 позицію, наступного року піднялися на одну сходинку, а у 1979 і 1980 роках завойовували «бронзу» у своїй зоні другої ліги — 3 місце.
Першість 1981 року не склалася успішно для СКА (Львів) — тільки 9 місце у 5 зоні другої ліги. «Карпати», які щойно вилетіли з вищої ліги не зуміли втрутитися у боротьбу за повернення туди — 11 місце у першій лізі. Такі справи не задовольняли найвищі місцеві чини.
| Сезон | Бронзові призери першості Української РСР |
|       | |
| 1979  | Олександр Скоторенко; Володимир Буняк, Сергій Пасічник, Володимир Сиверін, Богдан Суряк, Іван Гамалій, Юрій Сафронов, Віктор Сухенко, Віктор Барчук, Микола Дударенко, Володимир Юрчишин, Вільгельм Теллінгер, Юрій Підпалюк, Сергій Шевченко, Валерій Ярмак. |
| 1980  | Віктор Консевич; Мустафа Белялов, Олександр Кирюхін, Володимир Буняк, Віктор Никитюк, Богдан Суряк, Михайло Горак, Юрій Сафронов, Володимир Сиверін, Володимир Бердовський, Віктор Сухенко, Юрій Підпалюк, Іван Гамалій, Володимир Юрчишин, Ярослав Чечель.   |

### СКА «Карпати»
Січень 1982 року став трагічним для історії львівського футболу — керівництво обласного футболу, пославшись на складність фінансування аж двох команд майстрів і невдалого виступу в останньому сезоні, вирішило об'єднати два клуби. Профспілкову команду «Карпати» ліквідували, а її місце у першій лізі зайняла армійська команда СКА «Карпати», що підпорядковувалась військовому відомству. Колектив зліпили із гравців СКА та «Карпат», додавши кількох приїжджих гравців. Тренером призначили російського фахівця Миколу Самаріна.
Спочатку команда виступала непогано, у 1984—1985 роках під орудою колишнього карпатівця Володимира Булгакова навіть посідала третє місце, але новий клуб не став популярним серед уболівальників. Якщо на ігри «Карпат» у вищій лізі у 1980 році на «Україні» збиралося в середньому 20-25 тисяч осіб, то у першому об'єднаному сезоні СКА «Карпат» у першій лізі 1982 року відвідування склало 5-6 тисяч глядачів. Традиційні зелено-білі кольори тепер не майоріли на трибунах, бо міліція суворо стежила, щоб нічого зеленого на стадіон не проносили. Збільшилась і плинність кадрів — приїжджі футболісти, відслуживши певний термін, залишали армійський клуб. У 1987 році СКА «Карпати» посів п'яте місце у першій лізі, а через рік — сьоме.
У 1989 році клуб узагалі виступив катастрофічно і посів останнє, 22-е місце. СКА не міг перемогти у перших 16 матчів, а на виїзді команда програла 18 з 21 ігор. Матч з «Котайком» на львівському стадіоні «Дружба» 11 липня 1989 року встановив абсолютний анти-рекорд сезону. На цю гру прийшло подивитися 54 глядачі.
| Сезон | Бронзові призери першої ліги |
|       | |
| 1984  | Ельхан Расулов, Володимир Журавчак, Анатолій Саулевич, Володимир Сиверін, Володимир Буняк, Новруз Азімов, В'ячеслав Лендєл, Юрій Дубровний, Іван Гамалій, Віктор Рафальчук, Олександр Кулішевич, Володимир Дикий, Богдан Бандура, Григорій Батич.                       |
| 1985  | Ельхан Расулов, Володимир Журавчак, Володимир Сиверін, Володимир Буняк, Сергій Пасічник, Олександр Войтюк, В'ячеслав Лендєл, Юрій Дубровний, Іван Гамалій, Віктор Рафальчук, Олександр Кулішевич, Вадим Тищенко, Богдан Бандура, Олександр Малишенко, Василь Бондарчук. |

Саме того року відродили цивільну команду «Карпати», яка виступала у другій лізі. Ігри другої ліги з її участю збирали у Львові в середньому від 8 до 10 тисяч глядачів.
У грудні 1989 року колектив, який за підсумками сезону вилетів до другої ліги, переїхав до Дрогобича і отримав нову назву — СФК «Дрогобич».
Найбільше матчів у першій лізі провели (1982—1989):
- Іван Гамалій — 301.
- Володимир Сиверін — 257.
- В'ячеслав Лендєл — 252.
- Володимир Буняк — 250.
- Ельхан Расулов — 216.
- Віктор Рафальчук — 216.
- Василь Бондарчук — 185.
- Богдан Бандура — 182.
- Олександр Войтюк — 171.
- Володимир Кухлевський — 148.
- Олександр Гій — 117.
- Анатолій Саулевич — 117.
- Олександр Кулішевич — 113.
- Сергій Пасічник — 109.
- Юрій Дубровний — 100.
- Володимир Когут — 94.
- Володимир Журавчак — 79.
- Олександр Малишенко — 79.
- Віктор Никитюк — 78.
- Вадим Тищенко — 77.
- Володимир Дикий — 74.
- В'ячеслав Медвідь — 73.
- Юрій Смотрич — 68.
- Віктор Кондратов — 51.
- Олег Береський — 50.
- Юрій Мокрицький — 50.

Ігор Шквирін — 46, Станіслав Кочубинський — 43, Володимир Сакалов — 43, Степан Юрчишин — 43, Віктор Копил — 42, Ігор Юрченко — 41, Олег Бенько — 37, Григорій Батич — 35, Роман Зуб — 32, Гаврило Качур — 32, Олексій Швойницький — 31, Василь Гунько — 30, Василь Мартиненко — 30, Микола Юрченко — 30.
Найрезультативніші гравці команди у цьому турнірі:
- В'ячеслав Лендєл — 67.
- Володимир Кухлевський — 44.
- Іван Гамалій — 44.
- Богдан Бандура — 42.
- Василь Бондарчук — 31.
- Віктор Рафальчук — 30.
- Олександр Малишенко — 21.
- Володимир Сакалов — 11.
- Ігор Шквирін — 11.
- Вадим Тищенко — 11.
- Степан Юрчишин — 10.
- Володимир Дикий — 10.

## Рекорди
- Найвище досягнення у чемпіонатах СРСР — 3-є місце у першій лізі (1984 і 1985).
- Найбільша перемога у першостях СРСР — 8:0 над «Ротором» (Волгоград) у 1984 році (перша ліга).
- Найбільша поразка — 0:12 від ОБО (Київ) у 1949 році (українська зона другої групи).
- Найвище досягнення у Кубку СРСР — 1/4 фіналу:
  - 1964 рік — «Крила Рад» (Куйбишев) — СКА (Львів) — 1:0;
  - 1987 рік — «Динамо» (Київ) — СКА «Карпати» (Львів) — 4:0.

## Тренери
| Сезон     | Старший тренер                     |
|           |                                    |
| 1950      | Григорій Тучков                    |
| 1954–1957 | Олексій Гринін                     |
| 1957      | Мирослав Турко                     |
| 1958      | Володимир Дьомін                   |
| 1958–1960 | Володимир Никаноров                |
| 1961–1965 | Сергій Шапошников                  |
| 1966      | Костянтин Квочак                   |
| 1966–1967 | Ернест Кеслер, Борис Гриншпун      |
| 1968      | Ернест Кеслер, Ярослав Дмитрасевич |
| 1969      | Йожеф Беца                         |
| 1970      | Ернест Кеслер                      |
| 1971      | Михайло Рибак                      |

| Сезон     | Старший тренер              |
|           |                             |
| 1977      | Ернест Кеслер               |
| 1978      | ?                           |
| 1979–1981 | Володимир Дударенко         |
| 1982–1984 | Микола Самарін              |
| 1984–1985 | Володимир Булгаков          |
| 1986      | ?                           |
| 1987      | Йосип Фалес, Андрій Карімов |
| 1988–1989 | Іштван Секеч                |
| 1989      | Андрій Карімов              |
| 1989      | Микола Самарін              |

## Бомбардири
Найвлучніші гравці клубу по сезонам:
| Сезон | Гравець                             | Голи       |
|       |                                     |            |
| 1949  | ?                                   | — ?        |
| 1954  | Ернест Кеслер                       | — 7        |
| 1955  | Арношт Цицей                        | — 14       |
| 1956  | Григорій Галбмілліон                | — 11       |
| 1957  | Олександр Філяєв                    | — 14       |
| 1958  | Володимир Чуріков                   | — 8        |
| 1959  | Олександр Філяєв                    | — 14       |
| 1960  | Віктор Іванюк                       | — 10       |
| 1961  | Олександр Філяєв                    | — 9        |
| 1962  | Олександр Філяєв                    | — 12       |
| 1963  | Анатолій Пузач                      | — 26 (Д-3) |
| 1964  | Анатолій Пузач                      | — 10 (Д-3) |
| 1965  | Степан Варга                        | — 16 (Д-3) |
| 1966  | Володимир Дударенко                 | — 13       |
| 1967  | Віктор Шмеленко                     | — 8        |
| 1968  | Микола Теленченко Едуард Козинкевич | — 7        |
| 1969  | Володимир Колодій                   | — 8        |
| 1970  | Роман Хижак                         | — 13 (Д-3) |
| 1971  | Михайло Гівель Вільгельм Теллінгер  | — 9 (Д-3)  |

| Сезон | Гравець                                                 | Голи       |
|       |                                                         |            |
| 1977  | Сергій Шмундяк                                          | — 20 (Д-3) |
| 1978  | Вільгельм Теллінгер                                     | — 11 (Д-3) |
| 1979  | Іван Гамалій                                            | — 15 (Д-3) |
| 1980  | Іван Гамалій                                            | — 20 (Д-3) |
| 1981  | Іван Гамалій Володимир Сиверін                          | — 8 (Д-3)  |
| 1982  | Володимир Сакалов                                       | — 11       |
| 1983  | Степан Юрчишин Богдан Бандура                           | — 7        |
| 1984  | В'ячеслав Лендєл                                        | — 16       |
| 1985  | Віктор Рафальчук                                        | — 16       |
| 1986  | В'ячеслав Лендєл                                        | — 18       |
| 1987  | Володимир Кухлевський                                   | — 12       |
| 1988  | Володимир Кухлевський                                   | — 13       |
| 1989  | В'ячеслав Лендєл Василь Бондарчук Володимир Кухлевський | — 7        |

## Відомі футболісти
- Йожеф Беца
- Степан Варга (1963—1965)
- Володимир Дударенко
- Мирослав Думанський (1951—1952)
- Володимир Капличний (1964—1965)
- Олег Копаєв (1958)
- В'ячеслав Лендєл (1982—1989)
- /  Олег Лужний (1988)
- Анатолій Пузач (1962—1963)
- Володимир Татарчук (1983—1984)
- Вадим Тищенко (1985—1986)
- Василь Турянчик (1955—1958)
- Степан Юрчишин (1977, 1982—1983)